# Roger Murtaugh
Roger Murtaugh è un personaggio immaginario, protagonista della serie cinematografica di Arma letale; è interpretato dall'attore Danny Glover. Nella serie TV Lethal Weapon è interpretato da Damon Wayans.

## Arma letale
Murtaugh è un veterano della guerra del Vietnam ed ex tenente della 173ª brigata Airborne, entrato nel Los Angeles Police Department nel 1967 (nel primo film dichiara di essere in servizio da vent'anni). È un annoiato marito e padre di famiglia, indebitato in banca e con problemi alla prostata, e sin dal primo film è desideroso di andare in pensione. A un certo punto viene incaricato di aiutare il collega Martin Riggs (Mel Gibson), anche lui ex soldato in Vietnam, con cui inizialmente non va affatto d'accordo, ma poi diventano ottimi amici alla fine del primo film, dopo aver salvato la figlia di Roger, Rianne.
All'inizio di Arma letale, Murtaugh si appresta a festeggiare cinquant'anni, facendo intendere che secondo la trama sarebbe nato nel 1937.

## Arma letale 2eArma letale 3
Nei tre sequel, Murtaugh e Riggs sono uniti da ottimi rapporti anche sul lavoro, tanto che si salvano a vicenda. L'uno aiuta l'altro anche a superare crisi personali; ad esempio Roger aiuta Martin a rintracciare l'assassino di sua moglie, e il secondo aiuta il primo a superare il rimorso per aver ucciso un giovane spacciatore amico del figlio, e lo difende anche dai boss del ragazzo. Inoltre Murtaugh insegna a Riggs a rilassarsi e a cercare più possibilità di riscatto sul lavoro, e grazie al collega riesce ad allontanarsi dal dolore per la morte della moglie, a non pensare più al suicidio e a smettere di fumare mangiando biscotti per cani.

## Arma letale 4
Nel quarto film Roger e Martin diventano entrambi capitani, non per meriti, ma perché il dipartimento non può più permettersi di averli per strada (ha perso la propria compagnia assicuratrice per colpa dei danni provocati dai due) quindi, non potendo licenziarli, l'unica cosa che può fare è promuoverli, salvo poi farli tornare sergenti quando alla fine trova una nuova compagnia assicuratrice. Roger accoglie in segreto in casa propria una famiglia di immigrati cinesi, ma il suo altruismo porta all'incendio della sua casa. Quando Murtaugh uccide per sbaglio un boss della triade, col fratello di quest'ultimo lui e Riggs ingaggiano un feroce scontro a mani nude. Riggs è quasi sul punto di essere ammazzato, ma viene salvato da Murtaugh. Lo stesso giorno in cui Riggs diventa padre, Roger diventa nonno.
Nel corso del film inoltre Roger deve affrontare le maldicenze degli altri agenti che lo credono corrotto data la sua inspiegabile disponibilità di denaro, il fatto che sua figlia Rianne sia incinta, e l'imbarazzo provato nei confronti di una nuova leva, detective Lee Butters, che lo copre inspiegabilmente di attenzioni, inducendo Roger a pensare che il giovane sia omosessuale e che provi qualcosa per lui. Alla fine tutti i malintesi si risolvono: i soldi sono dovuti alla professione segreta di Trisha, scrittrice di romanzi erotici, mentre il giovane detective fa il gentile con lui perché ha sposato (senza che Roger lo venisse a sapere) Rianne ed è il padre del nascituro.

## Equipaggiamento ed abilità
Nel primo film Murtaugh possiede una Smith & Wesson 19, e nonostante le prese in giro di Riggs, Roger si dimostra molto abile a farne uso sebbene non ai livelli del suo partner. Grazie al tempo trascorso nell'esercito come soldato e nelle strade di Los Angeles come poliziotto, Murtaugh è abbastanza abile nel corpo a corpo da riuscire a sconfiggere comuni criminali come gli uomini di Travis ed i membri della Triade, ma non è così abile da competere con gli assassini altamente qualificati di McAllister o con i membri del servizio di sicurezza del Consolato del Sudafrica. Nello scontro con Wah Sing Ku, Murtaugh si dimostra un valido alleato per Riggs.

## Armi e munizioni
- Beretta 92FS
- Smith & Wesson 19[4]
- Smith & Wesson Model 5906
- Ingram MAC-10
- Heckler & Koch MP5